# Dynamic Structures
Dynamic Structures of the World ist ein amerikanisches Unternehmen, dessen Geschichte der Stahlherstellung bis ins Jahr 1927 zurückreicht. Das Unternehmen stellt Fahrgeschäfte, Themenparks, Teleskope für Sternwarten und andere komplexe Stahlkonstruktionen her.

## Geschichte
Die Geschichte von Dynamic Structures geht auf das Jahr 1926 zurück, als Vancouver Art Metal gegründet wurde. Im Jahr 1952 wurde das Unternehmen in Coast Steel Fabricators Limited umbenannt. Im Jahr 1976 wurde das Unternehmen von AGRA Inc. aufgekauft, bevor es 1994 in AGRA Coast Limited umbenannt wurde. AGRA Inc. und seine Tochtergesellschaften wurden 2001 von der britischen Firma AMEC übernommen, die das Unternehmen in AMEC Dynamic Structures umbenannte. Im Jahr 2007 verkaufte AMEC das Unternehmen an Empire Industries, die es als Dynamic Structures betreiben. Im Jahr 2011 wurde die Herstellung von Fahrgeschäften von Dynamic Structures in ein Schwesterunternehmen namens Dynamic Attractions ausgegliedert.

## Astronomie-Projekte

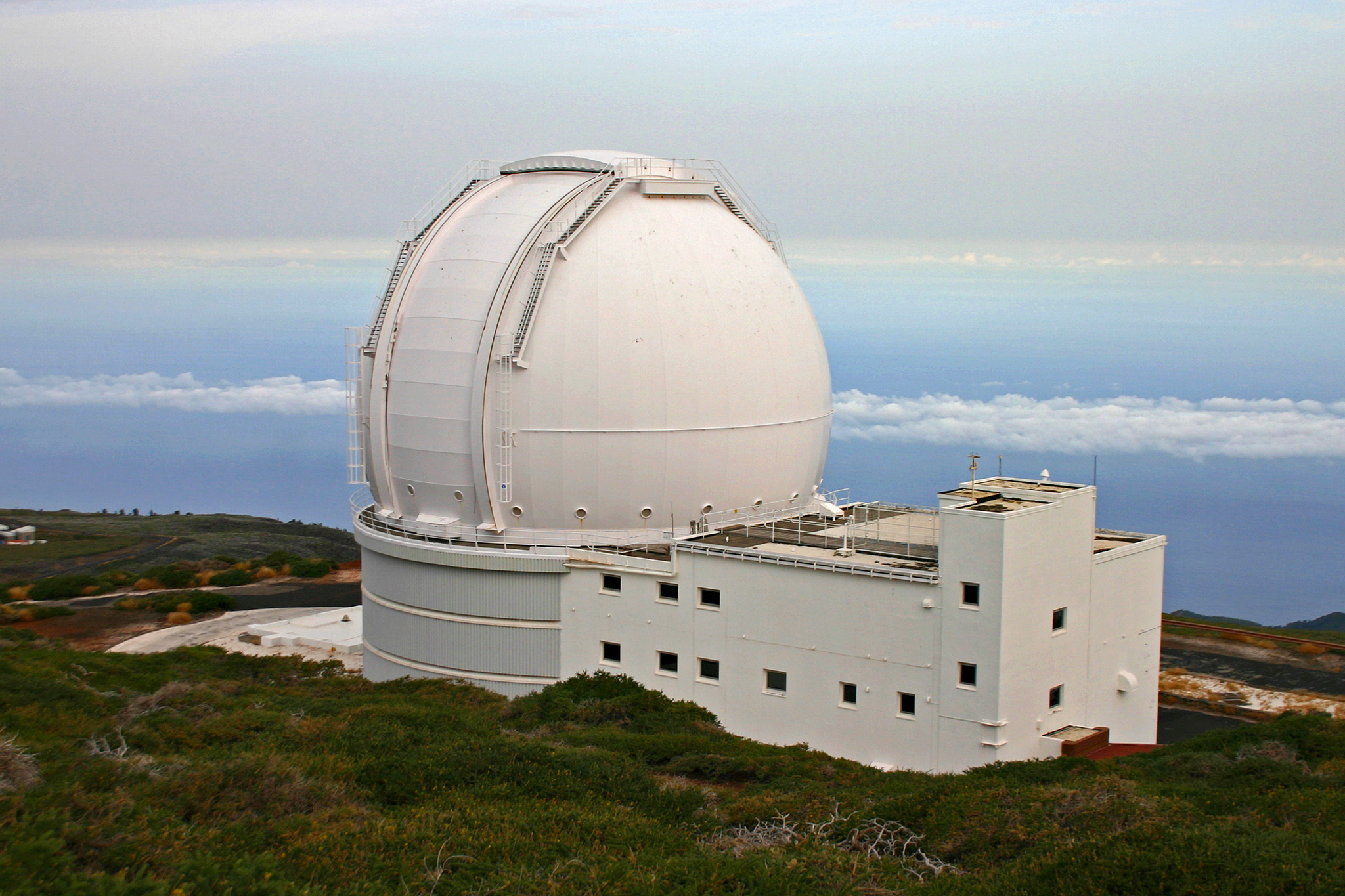
William Herschel-Teleskop

Dynamic Structures war an der Planung und dem Bau der meisten der weltweit größten Observatorien beteiligt, darunter:
- Canada-France-Hawaii-Teleskop, Hawaii
- Isaac-Newton-Teleskop, La Palma
- William-Herschel-Teleskop, La Palma
- W.M.-Keck-Observatorium, Hawaii
- Owens-Valley-Radio-Observatorium, California
- Starfire Optical Range, New Mexico
- Subaru-Teleskop, Hawaii
- Gemini-Observatorium, Hawaii & Chile & Texas & Brasilien
- Atacama Cosmology Telescope

Derzeit ist das Unternehmen mit dem Entwurf des größten Teleskops der Welt beschäftigt, dem Thirty Meter Telescope.

## Stahlkonstruktionen

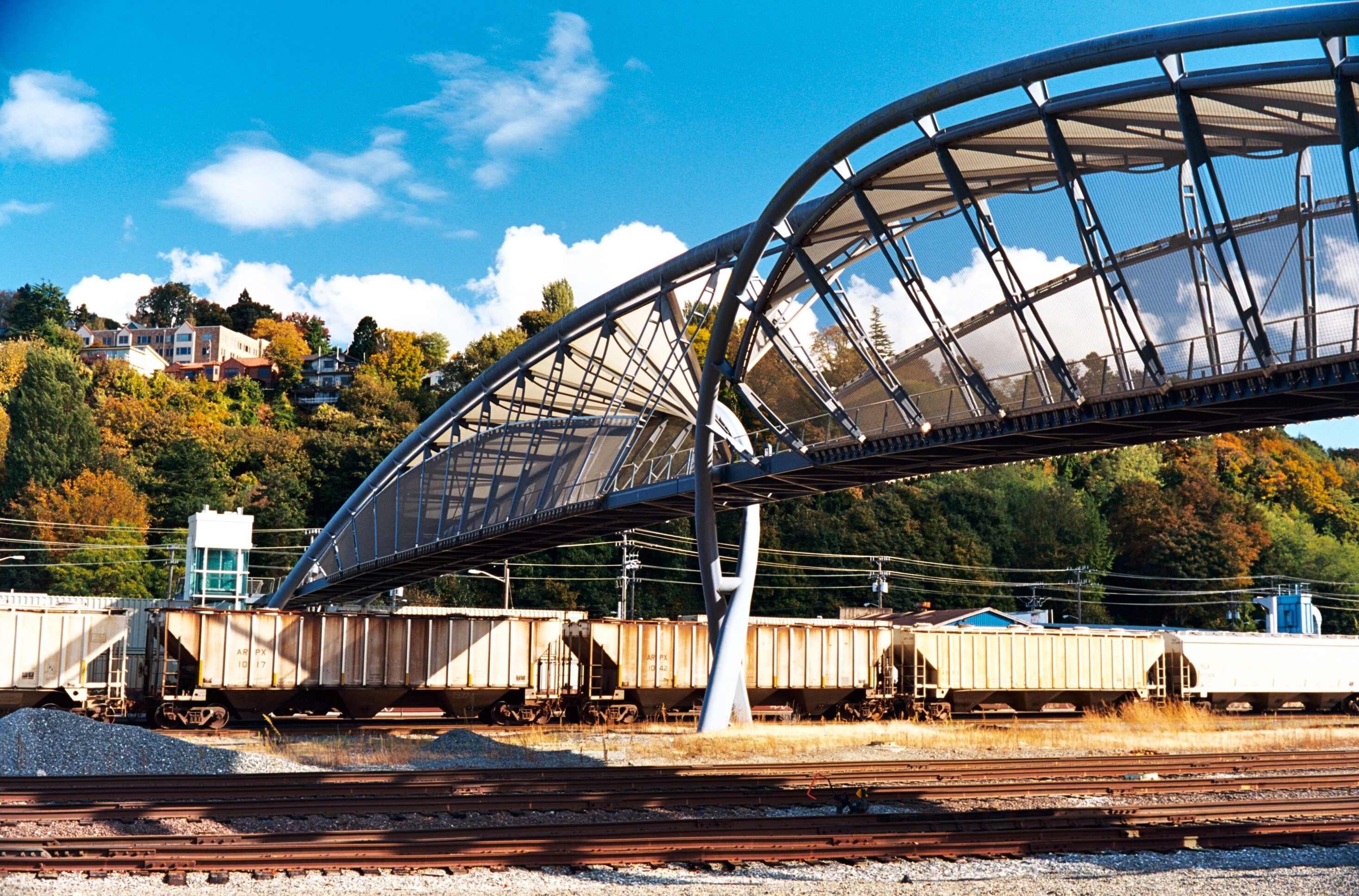
Helix-Brücke in Seattle

Andere Bauwerke, die Dynamic Structures errichtet hat, sind unter anderem:
- Helix Pedestrian Bridge, Seattle, USA

- Vancouver Skisprungsanlage, Vancouver, Kanada
- Richmond Olympic Oval, Richmond, Kanada
- Lougheed Skytrain Station, Burnaby, Kanada

## Dynamic Attractions
Dynamic Attractions war ein Schwesterunternehmen von Dynamic Structures, das 2011 gegründet wurde, um in erster Linie für den Verkauf von Fahrgeschäften zu werben, die von Dynamic Structures hergestellt werden sollten. Das Unternehmen stieg in die Freizeitparkbranche ein, nachdem einer der Ingenieure des Keck-Observatoriums das Unternehmen um Unterstützung bei der Behandlung von Stahlermüdung in einer Achterbahn gebeten hatte. Im Anschluss an das Observatoriumprojekts sicherte dieser Ingenieur einen Auftrag bei der Walt Disney World in Florida. Aufgrund des Erfolgs des Projekts erhielt Dynamic Structures weitere Aufträge von Walt Disney Imagineering für die Herstellung der Fahrsysteme für Soarin' Over California und Test Track, wodurch die Präsenz des Unternehmens in der Freizeitparkbranche weiter ausgebaut wurde.
Im Jahr 2015 erweiterte das Unternehmen seine Fähigkeiten, um komplette Design- und Installationsdienstleistungen für alle Elemente der Attraktionen anzubieten. Unter dem Motto „Ride - Show - Integration“ führte dieser Fokus zur Eröffnung einer Forschungs- und Entwicklungseinrichtung namens „Attraction Development Center“ in Orlando, Florida. In dieser Einrichtung kann das Unternehmen Modelle in großem Maßstab erstellen und verfügt über Personal für das Design und die Entwicklung von Ideen sowie von Fahrsystemen.
Im Juli 2017 wurde das Unternehmen Dynamic Attractions mit allen „Ride-System“-Elementen des Unternehmens Dynamic Structures zusammengelegt. Die neue Dynamic Attractions-Organisation umfasst das Ride Development Center (ehemals Dynamic Structures-Büros und -Anlage) in Port Coquitlam, Kanada, sowie das Attraction Development Center in Orlando. Dynamic Structures besteht weiterhin als Unternehmen, das sich auf die Herstellung von Spezialprodukten und Teleskopen konzentriert.

### Projekte

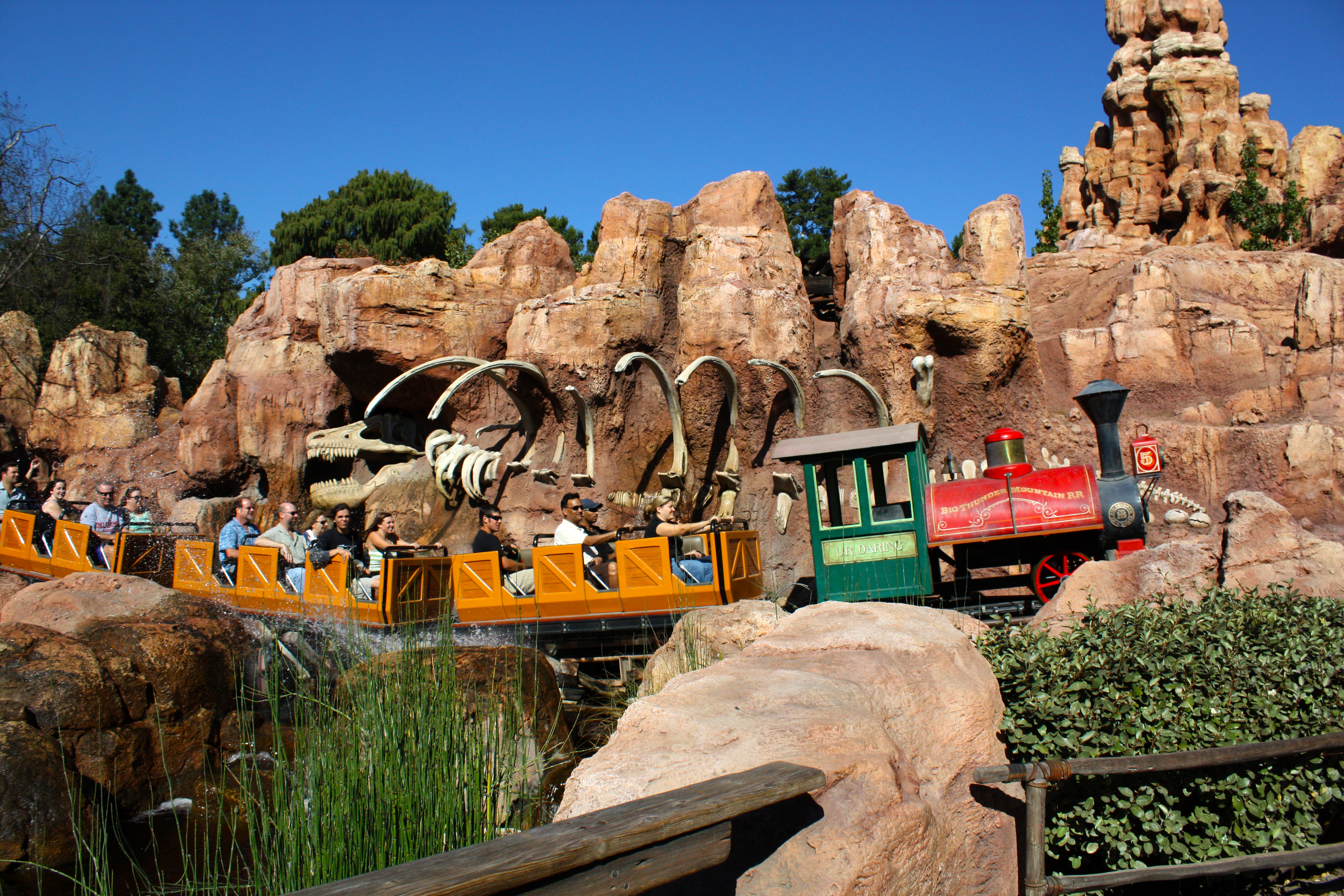
Big Thunder Mountain

| Name                                   | Park                             | Typ                          | Land                         | In Zusammenarbeit mit    | Öffnungsjahr |
| -------------------------------------- | -------------------------------- | ---------------------------- | ---------------------------- | ------------------------ | ------------ |
| 5D Tram                                | Chime-Long Paradise              | Immersiver Transporter       | Volksrepublik China          |                          | 2014         |
| The Amazing Adventures of Spider-Man   | Universal's Islands of Adventure | Weichen                      | USA                          |                          | 1999         |
| The Amazing Adventures of Spider-Man   | Universal Studios Japan          | Weichen                      | Japan                        |                          | 2001         |
| Batman & Robin: The Chiller            | Six Flags Great Adventure        | Stahlachterbahn              | USA                          | Premier Rides            | 1998         |
| Dinoconda                              | China Dinosaurs Park             | Stahlachterbahn              | Volksrepublik China          | S&S Worldwide            | 2012         |
| E.T. Adventure                         | Universal Studios Florida        | Weichen                      | USA                          |                          | 2012         |
| Flying Over Italy                      | Ferrari World                    | Flying Theater               | Vereinigte Arabische Emirate |                          | 2013         |
| Flying Over Indonesia                  | Trans Studio Bali                | Flying Theater               | Indonesien                   |                          | 2019         |
| Fly Venture                            | Lotte World                      | Flying Theater               | Südkorea                     |                          | 2016         |
| Harry Potter and the Forbidden Journey | Universal's Islands of Adventure | RoboCoaster G2               | USA                          | RoboCoaster Ltd, KUKA    | 2010         |
| Harry Potter and the Forbidden Journey | Universal Studios Hollywood      | RoboCoaster G2               | USA                          | RoboCoaster Ltd, KUKA    | 2016         |
| Harry Potter and the Forbidden Journey | Universal Studios Japan          | RoboCoaster G2               | Japan                        | RoboCoaster Ltd, KUKA    | 2014         |
| Hulk: Epsilon Base 3D                  | IMG Worlds of Adventure          | Motion Theater               | Vereinigte Arabische Emirate | Falcon's Treehouse       | 2016         |
| Journey to the Center of the Earth     | Tokyo DisneySea                  | Fahrgeschäft im Slotcar-Stil | Japan                        |                          | 2016         |
| King Kong: 360 3-D                     | Universal Studios Hollywood      | Immersiver Transporter       | USA                          |                          | 2010         |
| Krrish: Hero's Flight                  | Bollywood Parks Dubai            | Flying Theater               | Vereinigte Arabische Emirate |                          | 2016         |
| L'Extrodinaire Voyage                  | Futuroscope                      | Flying Theater               | Frankreich                   |                          | 2016         |
| Mad Cobra                              | Suzuka Circuit                   | Stahlachterbahn              | Japan                        | Premier Rides            | 1998         |
| Mark VII Monorail                      | Disneyland                       | Monorail                     | USA                          |                          | 2007         |
| Poltergeist                            | Six Flags Fiesta Texas           | Stahlachterbahn              | USA                          | Premier Rides            | 1999         |
| Radiator Springs Racers                | Disney California Adventure      | Fahrgeschäft im Slotcar-Stil | USA                          |                          | 2012         |
| Revenge of the Mummy                   | Universal Studios Florida        | Weichen                      | USA                          | Premier Rides            | 2004         |
| Revenge of the Mummy                   | Universal Studios Hollywood      | Weichen                      | USA                          | Premier Rides            | 2004         |
| SkyFly: Soar America                   | The Island at Pigeon Forge       | Flying Theater               | USA                          |                          | 2021         |
| Soarin'                                | Epcot                            | Flying Theater               | USA                          | Walt Disney Imagineering | 2005         |
| Soarin' Over California                | Disney California Adventure      | Flying Theater               | USA                          | Walt Disney Imagineering | 2001         |
| Soaring                                | Zaryadye Park                    | Flying Theater               | Russland                     |                          | 2017         |
| Test Track                             | Epcot                            | Fahrgeschäft im Slotcar-Stil | USA                          |                          | 1999         |
| Unbekannt                              | Jurassic Dream                   | Flying Theater               | Volksrepublik China          |                          | 2013         |
| Unbekannt                              | City of Dreams                   | Flying Theater               | Macau                        |                          | 2015         |
| Unbekannt                              | Genting Skyworlds                | Flying Theater               | Malaysia                     |                          | 2022         |
| Wings of Destiny                       | Doha Oasis                       | Flying Theater               | Katar                        |                          | 2021         |
| Wings Over Washington                  | Miner's Landing                  | Flying Theater               | USA                          |                          | 2016         |
| X-Coaster                              | Magic Springs and Crystal Falls  | Stahlachterbahn              | USA                          | Maurer Söhne             | 2006         |

### Liste der hergestellten Achterbahnen
| Name                          | Park                    | Land                         | Öffnungsjahr |
| ----------------------------- | ----------------------- | ---------------------------- | ------------ |
| Big Thunder Mountain Railroad | Disneyland              | USA                          | 1979         |
| Mad Ramp Peak                 | Genting SkyWorlds       | Malaysia                     | 2021         |
| Mission Ferrari               | Ferrari World Abu Dhabi | Vereinigte Arabische Emirate | 2021         |
| Space Mountain                | Disneyland              | USA                          | 2005         |
| Unbekannt                     | Genting SkyWorlds       | Malaysia                     | 2023         |